# Vladimir Mendelssohn
Pour les articles homonymes, voir Mendelssohn.
Vladimir Mendelssohn, né le 29 novembre 1949 et mort le 13 août 2021, est un altiste et compositeur roumain, directeur artistique du Kuhmo Chamber Music Festival depuis août 2005.

## Biographie
Vladimir Mendelssohn naît dans une famille musicienne et étudie l'alto et la composition à l'université nationale de musique de Bucarest.
Il enseigne dans divers conservatoires, comme le Conservatoire national supérieur de musique et de danse de Paris, où il tient le poste de professeur de musique de chambre. Il enseigne aussi à la Folkwang Universität d'Essen, au Conservatoire royal de La Haye et à Bologne.
Vladimir Mendelssohn réalise de nombreuses œuvres pour orchestre symphonique, orchestre de chambre et solistes. Il compose aussi des musiques de films : Darclée de Mihai Jacob (présenté au Festival de Cannes en 1961), Le Joueur de Violon de Charles Van Damme avec Richard Berry et François Berléand (présenté au Festival de Cannes en 1994).
Il donne des classes de maître en Suède, Finlande, France, Suisse, aux Pays-Bas et en Italie. Il est également membre de jurys dans des concours internationaux, et directeur artistique du festival international de musique de chambre de Kuhmo (en Finlande) depuis 2005. Il fait partie du Quatuor Enesco.

## Discographie
- 1980 : Mozart, Bach, Ludwig Trio, Jean-Jacques Kantorow, Vladimir Mendelsohn*, Herre-Jan Stegenga (LP, Album) (CBS)
- 1984 : Mozart, 4 Flute Quartets, Aurèle Nicolet, Mozart String Trio, Jean-Jacques Kantorow, Vladimir Mendelssohn, Mari Fujiwara (Denon)
- 1987 : Pärt, ARBOS, The Hilliard Ensemble - Gidon Kremer, Vladimir Mendelssohn, Thomas Demenga - Brass Ensemble Staatsorchester Stuttgart, Dennis Russell Davies (ECM New Series) -(ASIN B0000260TR)
- 1990 : Bruckner, String Quintet In F Major, Intermezzo In D Minor, Sonare Quartet, Vladimir Mendelssohn (Claves)
- 1991 : Brahms, Berens, Klarinetkwintet Opus 115, Strijktrio Opus 85 no 2, Walter Boeykens, Jean-Jacques Kantarow, Herre-Jan Stegenga, Andras Czifra, Vladimir Mendelssohn (Erasmus Muziekproducties)
- 1993 : Chostakovitch, Chamber Symphony For Strings And Woodwinds Op. 73a / Sonata For Viola And Chamber Orchestra Op. 147a, Nieuw Sinfonietta Amsterdam, Lev Markiz, Vladimir Mendelssohn (Globe (3))
- 1998 : Strauss, Don Quixote / Vier Letzte Lieder, Orquesta Filarmónica De Gran Canaria, Adrian Leaper, Hellen Kwon, Emil Klein, Vladimir Mendelssohn (Arte Nova Classics)
- 2003 : Mozart, Clarinet Quintet K. 581 - 'Kegelstatt-Trio' K. 498,  Pascal Moraguès, Prazak Quartet, Frank Braley, Vladimir Mendelssohn (Praga Digitals)